# Hotel Shepherd
El Hotel Shepherd era un inmueble situado en el barrio Sheikh Jarrah de Jerusalén Este. Fue construido en los años 1930 y demolido en 2011.

## Historia
El edificio fue construido en la década de 1930 como hogar del muftí musulmán de Jerusalén, Haj Amin al-Husseini. Cuando fue deportado por el gobierno del mandato británico en 1937, el edificio fue confiscado y convertido en un puesto de avanzada militar.

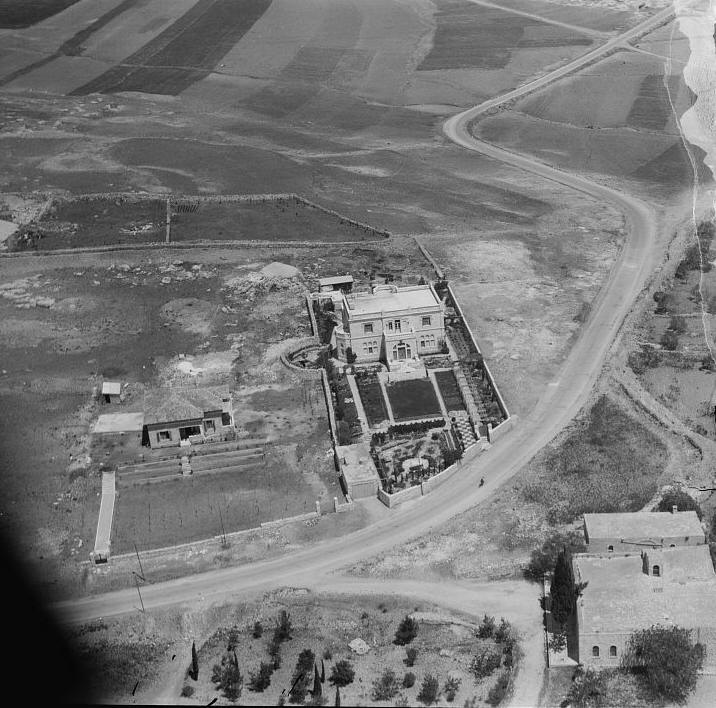
Vista aérea del hotel en 1933

Al final del período del Mandato Británico, luego de la guerra de 1948, el edificio fue transferido a la propiedad del Reino Hachemita de Jordania, como el resto de Jerusalén Este, que amplió la estructura original agregando un ala para servir como el Shepherd Hotel, utilizado principalmente por peregrinos. Después de la Guerra de los Seis Días, Israel ocupó Jerusalén Este y el hotel fue declarado "propiedad ausente" (AP) y pasó a ser propiedad del Gobierno de Israel en virtud de la "Ley de propiedad ausente". Fue utilizado por el Ministerio de Justicia y como juzgado de distrito.
El edificio se encuentra en el barrio de Sheik Jarrah, al norte de la Ciudad Vieja, en una zona que quieren desarrollar tanto árabes como por israelíes. Aunque está poblado principalmente por palestinos, los israelíes judíos nacionalistas se han mudado a varias casas allí en los últimos años. Este proceso está relacionado con el dictamen de los tribunales israelíes según el cual las propiedades habían pertenecido a judíos antes de la fundación del estado Israel y la conquista de Jordania de Jerusalén Este en la guerra árabe-israelí de 1948.
El gobierno israelí vendió el edificio y los terrenos circundantes en 1985 (5 de noviembre) a "C and M properties", una corporación controlada por Irving Moskowitz, un hombre de negocios judío-estadounidense, partidario de las actividades de los colonos israelíes en Jerusalén Este, que también financió parcialmente el Túnel Hasmoneo. Con el comienzo de la primera Intifada en 1987, la Policía Fronteriza arrendó el edificio y permaneció allí durante unos 15 años antes de mudarse a su nuevo edificio junto a la Autopista Uno.

## Demolición
Después de la zonificación del Plan 2591, se hizo una solicitud el 6 de noviembre de 2008 para permitir la construcción por parte de C y M Properties Ltd. de dos nuevos edificios residenciales, que incluyen 20 apartamentos, estacionamiento subterráneo, techos planos y dos pisos sobre el nivel del estacionamiento. . En marzo de 2009, el proyecto apareció en la agenda del comité de licencias de la Municipalidad de Jerusalén, pero fue eliminado más tarde. 
Pero el 2 de julio de 2009, en el apogeo de los esfuerzos de Estados Unidos para presionar a Israel para que adopte un congelamiento de asentamientos con el fin de poner en marcha el proceso de paz, el Comité de Planificación Local de la Municipalidad de Jerusalén aprobó la solicitud, que incluía la destrucción de los edificios existentes con excepción de la estructura histórica designada para la preservación. Estados Unidos expresó su descontento por el proyecto al embajador de Israel en Washington en 2009 después de que el plan recibió luz verde del municipio de Jerusalén de Israel.
El 23 de marzo de 2010, se emitieron los permisos definitivos horas antes de que el primer ministro Benjamín Netanyahu se reuniera con el presidente de Estados Unidos Barack Obama en Washington. La secretaria de Estado Hillary Clinton calificó la demolición de un "acontecimiento perturbador" que "socava los esfuerzos de paz". Por su parte el secretario general de las Naciones Unidas Ban Ki-moon dijo que “la inserción de colonos en los barrios palestinos de Jerusalén” socavaba las perspectivas de abordar el estatus de la ciudad". Los trabajos de demolición comenzaron el 9 de enero de 2011.
El Tribunal Superior de Justicia dictaminó en febrero de 2012 que la familia Husseini no podía reclamar la propiedad del monumento. Al desestimar el caso de la familia, el tribunal dijo que había pasado demasiado tiempo desde que las autoridades israelíes transfirieron la propiedad a desarrolladores privados para que se presentara una impugnación legal. El nuevo edificio es la primera construcción de un asentamiento en Sheikh Jarrah desde 1967.